# The Planet Smashers
 (janvier 2024).
The Planet Smashers est un groupe de ska punk canadien, originaire de Montréal, au Québec. Les Smashers jouent leurs spectacles devant plus de 1 000 personnes chaque fois et sont considérés désormais comme parmi les plus grands du ska des années 2000.

## Biographie

### Débuts (1992–1994)
Le groupe est formé en 1994 dans la ville de Montréal, au Québec, par le chanteur et guitariste Matt Collyer, le bassiste Dave Cooper, le saxophoniste Leon Kingston, le tromboniste Kurt Ruzenisky, et le batteur Tim Doyle. Le groupe allie le punk rock, le reggae, et surtout le ska pour en faire un mélange explosif. Depuis quelques années, le groupe connaît une popularité grandissante sur la scène ska partout dans le monde, mais spécialement en Amérique du Nord et au Japon. 
Leur premier album, éponyme, est publié en 1995. À cause d'un budget restreint, l'album est produit dans l'appartement de Dave sur un enregistreur audio. L'album comprend des singles comme Pee in the Elevator et Janice. Ils traversent ensuite le pays en soutien à l'album. En 1996, ils tournent aux États-Unis.

### Depuis 1997
The Planet Smashers continue ses activités, principalement avec Collyer et Cooper à sa tête. Cooper passe de la batterie à la basse à l'arrivée de Tim Doyle. En 1999, le groupe publie son troisième album studio, intitulé The Life of the Party.
Le 30 juin 2010, le groupe annonce lors d'un concert au festival Jonquière en musique, la sortie d'un nouvel album pour février 2011. The Planet Smashers publient Descent Into the Valley of the Planet Smashers le 12 juillet 2011. Ils continuent de jouer à travers le Québec et la banlieue de l'Ontario, Matt devant s'occuper de sa famille. Leur huitième album, intitulé Mixed Messages, est publié le 8 avril 2014 via Stomp Records,. Ils tournent et publient le clip de single Tear It Up avec des femmes de la ligue du Montréal Roller Derby.

## Membres
- Matt « Smasher » Collyer - chant, guitare
- Leon Kingstone - saxophone
- Andrew Latonni - trombone
- Dave Cooper - basse
- Fred Breton - batterie

## Discographie

### Albums studio
- 1995 : Planet Smashers
- 1998 : Attack of The Planet Smashers
- 1999 : The Life of the Party
- 2001 : No Self Control
- 2003 : Mighty
- 2006 : Unstoppable
- 2011 : Descent Into the Valley of...
- 2014 : Mixed Messages
- 2019 : Too Much Information

### Compilations
- 1999 : Smash Hits
- 2002 : Fabricated

## Vidéographie
- 2004 : Planet Smashers 10